# Bud János
Budfalvai Bud János (Dragomérfalva, Máramaros megye, 1880. május 30. – Budapest, Ferencváros, 1950. augusztus 7.) statisztikus, miniszter, egyetemi tanár.

## Életpályája
Bud György és Ivasko Mária fia. A középiskolát a nagyváradi premontrei gimnáziumban végezte, majd a budapesti egyetemre került, ahol államtudományból doktorált. Már budapesti jogi tanulmányai alatt a Központi Statisztikai Hivatalba került, amelynek rövid ideig könyvtárát is vezette. 1910-től a kereskedelemügyi minisztériumban segédtitkár, 1916-ban a Közélelmezési Hivatalnál miniszteri tanácsos, majd 1918-ban az Országos Árvizsgáló Bizottság elnöke lett. Közben 1911-től a budapesti egyetemen a statisztika magántanára, 1920-tól pedig a műegyetem gazdaságpolitikai tanszékén nyilvános rendes tanár. Politikai karrierjének lezárulta után, 1931-től ismét elfoglalta egyetemi tanszékét. A Nemzetek Szövetsége pénzügyi bizottsága előtt képviselte Magyarországot.
Aktívan vett részt a görögkatolikus egyház életében is. Tagja volt a Magyar Görögkatolikusok Országos Szövetségének és a budapesti Rózsák terei Egyházközség képviselőtestületének. Egyik fő védnöke volt a Vasvári Pál Körnek, a budapesti görögkatolikus egyetemisták és főiskolások egyesületének.
Több tudományos publikáció szerzője, emellett szerkesztője volt a Közgazdasági Szemlének is.
Érdemei elismeréséül 1925-ben megkapta az I. osztályú magyar érdemkeresztet. Halálát húgyvérűség, vesekő megbetegedés, vérszegénység okozta. Felesége Földváry Mária volt.

## Politikai pályája
1921-ben a közélelmezési minisztérium államtitkára, a Bethlen-kormányban 1922. október 19-től 1924. május 24-ig közélelmezési miniszter, 1924. november 15-től 1928. szeptember 5-ig pénzügyminiszter, majd 1928. szeptember 5-től 1931. augusztus 24-ig közgazdasági, ill. 1929. augusztus 31-től egyben kereskedelemügyi miniszter is. Pénzügyi politikája a bethleni konszolidáció érdekeinek szolgálatában állt.
1922-ben Rétságon nemzetgyűlési 1927-ben országgyűlési képviselővé választották a békéscsabai kerületben.
Pénzügyminiszterként az államháztartás pénzügyi egyensúlyát 3 félév alatt helyreállította, így a népszövetségi kölcsön kb. 2/3-át beruházásokra fordíthatták. Nevéhez fűződik a pengő bevezetése. Mindezzel megteremtette Klebelsberg Kunó kultúrpolitikájának pénzügyi alapjait.

## Művei
- A munkanélküliség statisztikája Magyarországon (Bp., 1901)
- A bűnügyi statisztika reformja. Bp., 1909.
- A magyar szentkorona országainak bűnügyi statisztikája az 1904/8. évekről. Bp., 1910. (Névtelenül)
- A gazdaságok társadalmi concentrációja (Bp., 1911)
- A gyermekmunka hazánkban és külföldön (Bp., 1911)
- Bűnügyi statisztikánk és kriminalisztikánk iránya (Bp., 1912)
- Árstatisztika (Bp., 1912)
- Ungarische Bevölkerung. Bp., 1913.
- Statisztika. Előadásai után összeáll. Gink Lajos. Bp., 1921.
- Gazdasági élet és közegészségügy. Előadás. Bp., 1932.
- Harc a jövőért. Bp.., 1935.
- A munka mítosza. Politikai tanulmányok. Bp., 1937.
- Az idők szellemében. Politikai tanulmányok. Bp., 1939.

- Az elválások újabb alakulása hazánkban
- Adalékok a gyermekmunka köréből

### A Közgazdasági Szemlében
- Születési és termékenységi statisztika. 1907. 31. 24-36.
- Népünk halandósága és élettartama. 1-2. 1907. 31. 229-239., 320-342.
- Demográfiai kérdések a Nemzetközi Statisztikai Intézet XI. ülésszakán, történeti fejlődésökben bemutatva. 1908. 32. 11-31.
- Elméleti, gazdasági és morálstatisztikai kérdések a Nemzetközi Statisztikai Intézet XI. ülésszakán. 1-2. 1908. 32. 391-399., 461-470.
- A koncentráció a gazdasági-társadalmi életben. 1-3. 1911. 35. 73-100., 199-205., 253-275.
- Árstatisztika. 1-2. 1911. 35. 723-744., 806-835.
- Magyar árstatisztika. 1913. 37. 18-31.
- A munkanélküliség statisztikája. 1913. 37. 344-350.
- A kommunizmus után. 1919. 43. 137-184.
- A kereskedelempolitika válaszúton. 1936. 60. 4-24.
- Chorin Ferenc. 1936. 60. 196-201. /K/
- Kartell és kartellpolitika. 1942. 66. 493-548.
- A munkanélküliség statisztikája Magyarországon. 1910. 34. 394-398.
- Irányított gazdaság. 1944. 68. 385-410.